# هتی فن ده واو
هتی فن ده واو (هلندی: Hetty van de Wouw؛ زادهٔ ۲۹ مهٔ ۱۹۹۸) دوچرخه‌سوار اهل هلند است.
وی در مسابقات کشوری و بین‌المللی در مجموع برندهٔ ۱ مدال طلا، ۳ مدال نقره، ۲ مدال برنز شده است.